# Fatoração de Cholesky
Em álgebra linear, a decomposição de Cholesky ou fatoração de Cholesky é uma decomposição de uma matriz hermitiana e positiva definida no produto de uma matriz triangular inferior e sua matriz adjunta, o que é útil por exemplo para soluções numéricas eficientes e simulações de Monte Carlo. Foi descoberta por André-Louis Cholesky para matrizes reais. Quando é aplicável, a decomposição de Cholesky é aproximadamente duas vezes mais eficiente que a decomposição LU para resolver sistemas de equações lineares.

## Definição
A decomposição de Cholesky de uma matriz Hermitiana positiva definida "A" se dá da forma:
{\displaystyle A=LL^{*}}
onde {\displaystyle L} é uma matriz triangular inferior com entradas diagonais positivas e reais, e {\displaystyle L^{*}} denota a matriz conjugada transposta de {\displaystyle L.} Toda matriz hermitiana positiva-definida (e portanto também toda matriz real simétrica e positiva-definida) tem uma única decomposição de Cholesky.
Se a matriz {\displaystyle A} é hermitiana e positiva semi-definida, então ainda tem uma decomposição da forma {\displaystyle A=LL^{*}} se as entradas diagonais de {\displaystyle L} são permitidas serem nulas.
Quando {\displaystyle A} tem entradas reais, {\displaystyle L} também tem entradas reais e a fatorização pode ser escrita {\displaystyle A=LL^{T}}
A decomposição de Cholesky é única quando {\displaystyle A} é positiva definida; existe apenas uma matriz triangular inferior {\displaystyle L} com entradas diagonais estritamente positivas tais que {\displaystyle A=LL^{*},} contudo, a decomposição não precisa ser única quando {\displaystyle A} é positiva semidefinida.
O inverso é trivial: se {\displaystyle A} pode ser escrita como {\displaystyle LL^{*}} para alguma {\displaystyle L} inversível, triangular inferior ou de outra forma, então {\displaystyle A} é hermitiana e positiva definida.

## Decomposição LDL
Uma variante fortemente relacionada da decomposição de Cholesky clássica é a decomposição LDL,
{\displaystyle \mathbf {A=LDL} ^{*}}
onde {\displaystyle L} é uma matriz triangular unitária e {\displaystyle D} é uma matriz diagonal.
Esta composição é relacionada a decomposição de Cholesky clássica, da forma {\displaystyle LL^{*},} como segue:
{\displaystyle \mathbf {A=LDL} ^{*}=\mathbf {L} \mathbf {D} ^{\frac {1}{2}}\mathbf {D} ^{{\frac {1}{2}}{*}}\mathbf {L} ^{*}=\mathbf {L} \mathbf {D} ^{\frac {1}{2}}(\mathbf {L} \mathbf {D} ^{\frac {1}{2}})^{*}}
Ou dada a decomposição de Cholesky clássica {\displaystyle \mathbf {L} ^{Cholesky}} a  forma {\displaystyle \mathbf {L} \mathbf {D} \mathbf {L} ^{T}} pode ser achada usando a propriedade de que a diagonal de {\displaystyle L} deve ser 1 e de que ambas a decomposição de Cholesky e a forma {\displaystyle \mathbf {L} \mathbf {D} \mathbf {L} ^{T}} são triangulos inferiores,
Se {\displaystyle S} é uma matriz diagonal que contém a diagonal principal de {\displaystyle \mathbf {L} ^{Cholesky}} então: {\displaystyle \mathbf {D} =\mathbf {S} ^{2}}
{\displaystyle \mathbf {L} =\mathbf {L} ^{Cholesky}\mathbf {S} ^{-1}}
A variante {\displaystyle LDL,} se eficientemente implementada, requer o mesmo espaço e complexidade computacional para construir e usar, mas evita extrair raízes quadradas. Para matrizes indefinidas para as quais não existe a decomposição de Cholesky têm uma decomposição {\displaystyle LDL} com entradas negativas em {\displaystyle D.} Para esses casos, a decomposição LDL pode ser preferível.
Para matrizes reais, a fatorização tem a forma {\displaystyle A=LDL^{T}} e é geralmente referida como uma decomposição LDLT (ou decomposição {\displaystyle LDL^{T}}). É fortemente relacionado a decomposição em autovalores de matrizes simétricas, {\displaystyle A=Q\Lambda Q^{T}.}

## Exemplos
Eis uma decomposição de Cholesky de uma matriz simétrica real:
{\displaystyle {\begin{aligned}\left({\begin{array}{*{3}{r}}4&12&-16\\12&37&-43\\-16&-43&98\\\end{array}}\right)=\left({\begin{array}{*{3}{r}}2&0&0\\6&1&0\\-8&5&3\\\end{array}}\right)\left({\begin{array}{*{3}{r}}2&6&-8\\0&1&5\\0&0&3\\\end{array}}\right)\end{aligned}}}
E sua decomposição {\displaystyle LDL^{T}:}
{\displaystyle {\begin{aligned}\left({\begin{array}{*{3}{r}}4&12&-16\\12&37&-43\\-16&-43&98\\\end{array}}\right)&=\left({\begin{array}{*{3}{r}}1&0&0\\3&1&0\\-4&5&1\\\end{array}}\right)\left({\begin{array}{*{3}{r}}4&0&0\\0&1&0\\0&0&9\\\end{array}}\right)\left({\begin{array}{*{3}{r}}1&3&-4\\0&1&5\\0&0&1\\\end{array}}\right)\end{aligned}}}

## Algoritmo computacional

Padrão de acesso (branco) e padrão de escrita (amarelo) para o algoritmo Cholesky — Banachiewicz em uma matriz 5 × 5

O algoritmo de Cholesky, usado para calcular a matriz de decomposição {\displaystyle L,} é uma versão modificada da Eliminação gaussiana.
O algoritmo recursivo começa com {\displaystyle i:=1} e
{\displaystyle A^{(1)}:=A}
No passo {\displaystyle i,} a matriz {\displaystyle A^{(i)}} tem a seguinte forma:
{\displaystyle \mathbf {A} ^{(i)}={\begin{pmatrix}\mathbf {I} _{i-1}&0&0\\0&a_{i,i}&\mathbf {b} _{i}^{*}\\0&\mathbf {b} _{i}&\mathbf {B} ^{(i)}\end{pmatrix}},}
onde {\displaystyle I_{i-1}} denota a matriz identidade de dimensão {\displaystyle i-1.}
Se nós definirmos agora a matriz {\displaystyle L_{i}} por
{\displaystyle \mathbf {L} _{i}:={\begin{pmatrix}\mathbf {I} _{i-1}&0&0\\0&{\sqrt {a_{i,i}}}&0\\0&{\frac {1}{\sqrt {a_{i,i}}}}\mathbf {b} _{i}&\mathbf {I} _{n-i}\end{pmatrix}},}
então nós podemos escrever {\displaystyle A^{(i)}} como
{\displaystyle \mathbf {A} ^{(i)}=\mathbf {L} _{i}\mathbf {A} ^{(i+1)}\mathbf {L} _{i}^{*}}
onde
{\displaystyle \mathbf {A} ^{(i+1)}={\begin{pmatrix}\mathbf {I} _{i-1}&0&0\\0&1&0\\0&0&\mathbf {B} ^{(i)}-{\frac {1}{a_{i,i}}}\mathbf {b} _{i}\mathbf {b} _{i}^{*}\end{pmatrix}}.}
Note que {\displaystyle b_{i}b_{i}^{*}} é um produto diádico, assim sendo este algoritmo é chamado de versão produto diádico em (Golub & Van Loan).
Repete-se isto para {\displaystyle i} de {\displaystyle 1} a {\displaystyle n.} Depois de {\displaystyle n} passos, têm-se {\displaystyle A^{(n+1)}=I.} Consequentemente, a matriz triangular inferior {\displaystyle L} que estamos procurando é calculado como
{\displaystyle \mathbf {L} :=\mathbf {L} _{1}\mathbf {L} _{2}\dots \mathbf {L} _{n}.}